# Luigi Chiatti
Luigi Chiatti, nato Antonio Rossi (Narni, 27 maggio 1968) è un serial killer italiano, autodefinitosi, e denominato dai media, il Mostro di Foligno.

## Biografia
Nacque come Antonio Rossi, figlio di Marisa Rossi, una giovane cameriera e ragazza madre che, non potendo provvedere ai suoi bisogni, lo abbandonò poco dopo la nascita. Trascorse i suoi primi anni di vita in un brefotrofio di Narni e, poco prima di compiere sei anni, venne adottato dal medico Ermanno Chiatti e dalla moglie Giacoma Ponti, residenti a Foligno. Quando l'adozione divenne ufficiale, il 13 giugno 1975, il nome gli fu cambiato in Luigi Chiatti.

### Omicidi
Nel pomeriggio di domenica 4 ottobre 1992, Simone Allegretti, un bambino di 4 anni, scomparve nella campagna fra Foligno e Bevagna; il suo corpo senza vita (fu strangolato e accoltellato) venne ritrovato due giorni dopo lungo una scarpata, non molto lontano da dove era scomparso. Poco prima del ritrovamento del cadavere, in una cabina telefonica davanti alla stazione ferroviaria, in pieno centro di Foligno, venne trovato un biglietto firmato “il Mostro” che rivendicava l'omicidio e forniva dettagli precisi su dove si trovasse il corpo e sull'abbigliamento della vittima. Il biglietto inoltre asseriva la volontà dell'omicida di colpire ancora.
La questura di Perugia attivò un numero verde e sull'assassino venne emessa una taglia. Il 13 ottobre un uomo chiamò il numero verde più volte identificandosi come il Mostro di Foligno. Grazie a queste telefonate la sua utenza venne rintracciata, portando all'identificazione di Stefano Spilotros, un giovane agente immobiliare lombardo. A fronte di alcune incongruenze e testimonianze di amici e parenti dello Spilotros, che affermavano che quella domenica egli si trovava con loro a Rodano, in provincia di Milano, venne disposta un'ulteriore autopsia sul corpo della vittima, che escluse la sua colpevolezza, rivelandolo quale mero mitomane. Il forte clima di isteria creatosi attorno alla vicenda suscitò altre situazioni analoghe: un giovane operaio della provincia di Macerata si impiccò lasciando un biglietto con scritto "Sono io il mostro, perdonatemi".
Il 22 ottobre 1992, in una cabina telefonica presso l’aeroporto di Foligno, fu trovato un ulteriore messaggio firmato “il Mostro”, nel quale veniva annunciata l’imminenza di una nuova azione delittuosa, con una sorta di appello alle Forze dell’Ordine affinché riuscissero a fermare l’assassino.
Il 7 agosto 1993 il vero assassino tornò a colpire: il cadavere del tredicenne Lorenzo Paolucci, ucciso a coltellate, fu ritrovato in un dirupo a Casale, borgo di campagna del folignate. Gli inquirenti, seguendo a ritroso la scia di sangue che arrivava al cadavere, giunsero all'abitazione dove i Chiatti trascorrevano le ferie. Luigi venne arrestato e confessò quasi subito l'omicidio, attribuendosi anche quello di Simone Allegretti.

### Processo
Il 1º dicembre 1994 cominciò il processo a carico di Luigi Chiatti, accusato dell'omicidio di Simone Allegretti e Lorenzo Paolucci. Il 28 dicembre dello stesso anno, Luigi Chiatti venne condannato a due ergastoli.
L'11 aprile 1996 la corte d'Assise d'Appello di Perugia riformò la sentenza di primo grado, dichiarando Luigi Chiatti semi-infermo di mente e condannandolo a 30 anni di reclusione; il 4 marzo 1997, infine, la Corte suprema di cassazione confermò la sentenza d'appello, rendendo quindi definitiva la condanna inflitta in quella sede.

### Epilogo
Chiatti ha scontato la pena detentiva nel carcere di Prato; durante la quale chiese due volte dei permessi premio, che gli vennero rifiutati. Si vociferò che nel giugno del 2009 fosse uscito per qualche ora dal carcere, ma gli avvocati smentirono la notizia. Il 3 settembre 2015 Luigi Chiatti ha terminato di scontare la sua pena in carcere ed è stato disposto il suo internamento per almeno altri tre anni in una Rems (tipo di struttura che dal 2015 ha sostituito i vecchi ospedali psichiatrici giudiziari) a Capoterra, in Sardegna. Dal 2018, a seguito di valutazioni del Tribunale di sorveglianza di Cagliari, la permanenza di Chiatti presso la Rems è stata ulteriormente prorogata, ritenendo concreto il pericolo di reiterazione dei reati.